# نموذج توليد الصور من النص

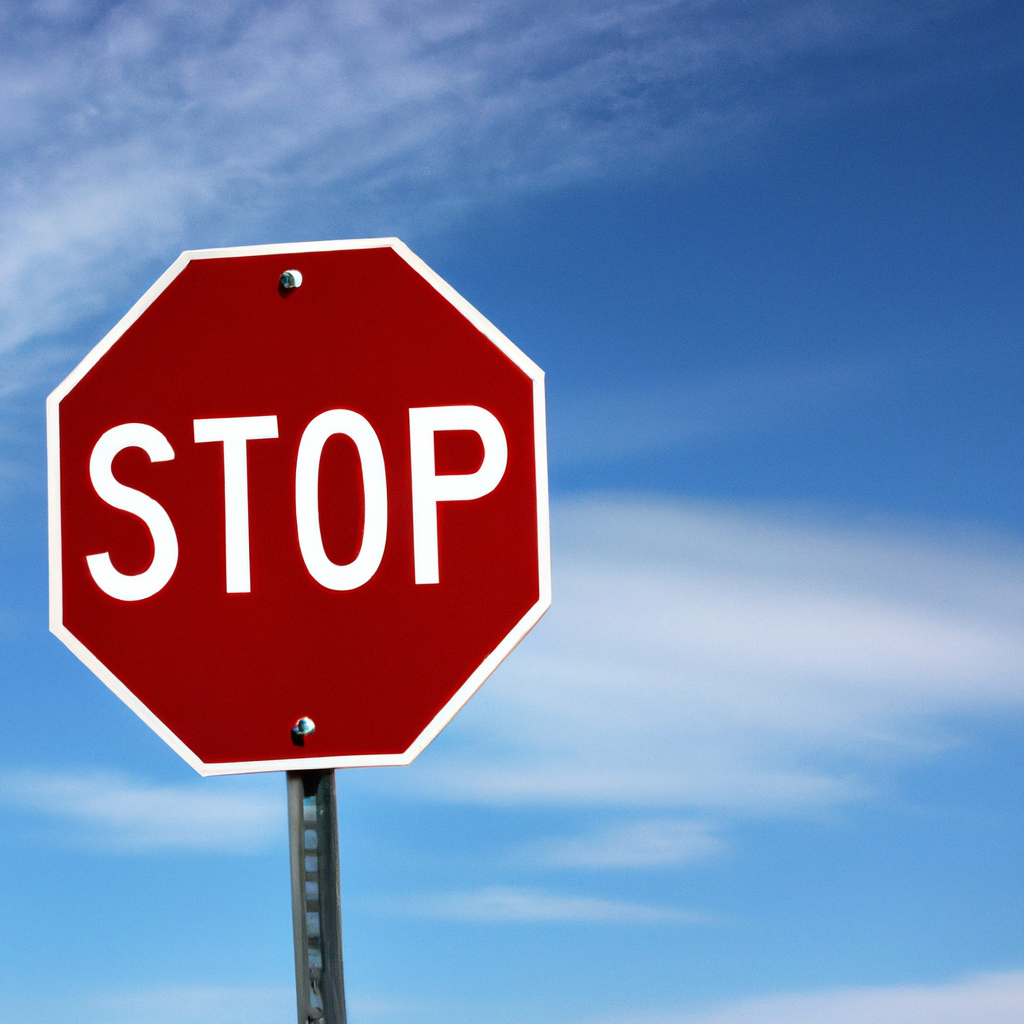
صورة مولدة من خلال الذكاء الاصطناعي من خلال الكلمات التالية:علامة توقف تحلق في سماء زرقاء

نموذج توليد الصور من النص هو نموذج للتعلم الآلي يأخذ وصفًا للغة الطبيعية وينتج صورة مطابقة لهذا الوصف.
ظهرت نماذج تحويل النص إلى صورة لأول مرة في منتصف عام 2010، تزامنًا مع بدايات ثورة الذكاء الاصطناعي. وفي عام 2022 نتيجة للتقدم في الشبكات العصبية العميقة. بدأ إنتاج أحدث نماذج تحويل النص إلى صورة، مثل DALL-E 2 من OpenAI، وGoogle Brain's Imagen ، و Stable Diffusion من StabilityAI، و Midjourney في الاقتراب من جودة الصور الفوتوغرافية الحقيقية والفن المرسوم بواسطة الإنسان.

## قائمة نماذج توليد صورة من خلال النص
| اسم       | تاريخ الاصدار | المطور   | الرخصة  |
| --------- | ------------- | -------- | ------- |
| DALL-E    | يناير 2021    | OpenAI   | امتلاكي |
| دال-E 2   | أبريل 2022    | OpenAI   | امتلاكي |
| دال-E 3   | سبتمبر 2023   | OpenAI   | امتلاكي |
| إيماجين   |               | جوجل     | امتلاكي |
| إيماجين 2 | ديسمبر 2023   | جوجل     | امتلاكي |
| Firefly   | يونيو 2023    | أدوبي    | امتلاكي |
| ميدجورني  | يوليو 2022    | ميدجورني | امتلاكي |

## أنظر أيضا
- فن الذكاء الاصطناعي